# لی هو
لی هو (انگلیسی: Lee Ho؛ زادهٔ ۲۲ اکتبر ۱۹۸۴) یک بازیکن فوتبال اهل کره جنوبی است.
وی همچنین در تیم‌های ملی فوتبال کره جنوبی کره جنوبی کره جنوبی بازی کرده است.